# Slaget ved Caen (1346)
Slaget ved Caen var en slag under hundredårskrigen, der foregik i 1346 i den fransk by Caen osm en del af den engelske kong Edvard 3.s invasion af Normandiet i juli dette år. Det var den første store slag i felttoget, der i sidste ende ledte til et knusende nederlag til Frankrig under slaget ved Crecy og den efterfølgende belejring af Calais, der fik stor indflydelse på resten af hundredårskrigen.